# Bond-Lassell Dorsum

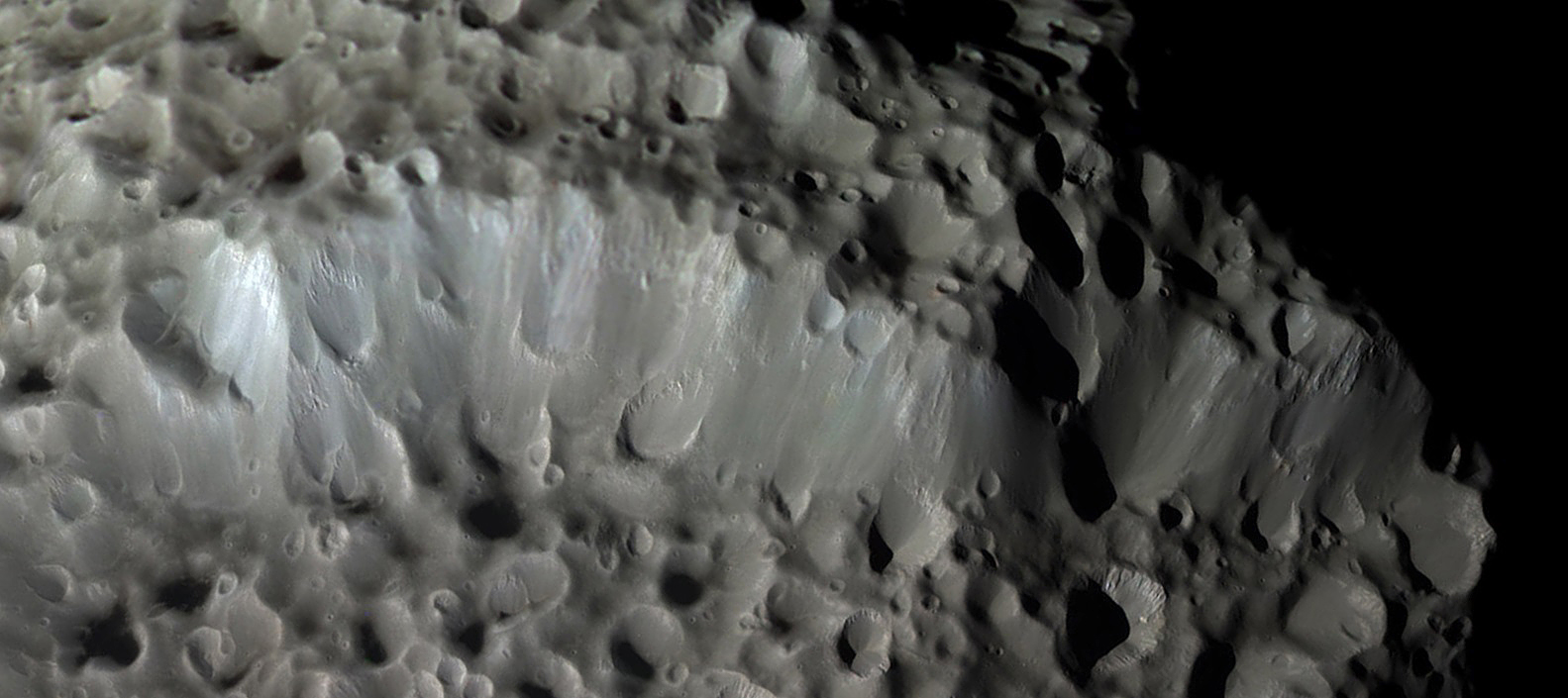
Cresta Bond-Lassell en la imagen tomada por la nave espacial Cassini (2007)

El Bond-Lassell Dorsum es una cresta situada en Hiperión, una de las lunas de Saturno.

## Configuración
Esta prominente cresta es la pared norte un gran cráter de impacto (sin nombre asignado), que tiene un diámetro de 122 km (a pesar del hecho de que el tamaño medio de Hiperión es de unos 288 km) y una profundidad del orden de 10 km. Las coordenadas aproximadas del punto medio de la cresta son 48°00′N 143°30′O / 48, -143.5.
Este elemento fue localizado en las imágenes de las naves espaciales "Voyager 1" (1980), " Voyager 2" (1981) y posteriormente en las fotografías de alta resolución tomadas por la nave "Cassini".

## Epónimos
El Bond-Lassell Dorsum debe su nombre a los astrónomos que descubrieron el satélite de Saturno Hiperión: George Phillips Bond y William Lassell. El nombre fue aprobado por la Unión Astronómica Internacional en 1982.